# Sanavirons
Les Sanavirons ou Salavinones (espagnol : Sanavirón ou Sanavirónes) sont un peuple autochtone qui habitait le centre de l'actuel territoire argentin vers le XVe siècle. Cette ethnie faisait partie du groupe des Pampides, avec des éléments génétiques et culturels amazoniens et andins.

## Histoire

### Origines
Depuis le XVIIIe siècle, les traces des Sanavirons en tant que groupe ethnique et culturel distinct ont pratiquement disparu, car ils se sont mélangés et ont ensuite fait partie de la population créole. Lors de leurs premiers contacts avec ce peuple (XVIe siècle), les conquistadors espagnols l'appelaient Yugitas, comme le montre l'information sur les services présentée en juillet 1548 par Pedro González del Prado. Parmi eux, Francisco de Mendoza a probablement fondé le fort de Medellín. La mixogenèse de cette ville est précoce. La descendance du conquistador Hernán Mejía de Mirabal avec María de Mancho est documentée. Leurs filles ont épousé des voisins importants de la ville de Cordoue récemment fondée, et leurs descendants comprennent le deán Gregorio Funes, ou la famille Echagüe de Santa Fe.

### Période contemporaine
L'enquête complémentaire sur les peuples autochtones (ECPI) 2004-2005, qui complète le recensement national de la population, des ménages et du logement de 2001 en Argentine, révèle que 528 personnes de la province de Córdoba se reconnaissaient et/ou étaient des descendants de première génération du peuple Sanaviron. Le recensement national de la population de 2010 en Argentine révèle l'existence de 2 871 personnes s'identifiant comme Sanavirón dans tout le pays, dont 1971 dans la province de Córdoba et 350 dans la province de Santiago del Estero,.
Depuis 1995, l'Institut national des affaires indigènes (INAI) commence à reconnaître le statut juridique des communautés indigènes en Argentine en les inscrivant au Registre national des communautés indigènes (Renaci), notamment la communauté indigène Sentimiento de mi Tierra des départements de Mitre, Aguirre et Salavina de la province de Santiago del Estero (le 23 octobre 2009) et la communauté indigène territoriale Comechingón-Sanavirón Tulián des sierras de San Marcos dans le département de Cruz del Eje de la province de Córdoba (le 11 mars 2010).
Quatre autres communautés Sanavirona vivant dans les départements de Mitre et Aguirre de la province de Santiago del Estero sont en cours de constitution légale. Dans la province de Córdoba, il y a également la communauté Sanavirona Mampa.